# GNSS-Orientierungssysteme für Blinde
GNSS-Orientierungssysteme für Blinde sind satellitengestützte Geräte und Softwarelösungen, die blinden Menschen eine Positionsbestimmung und Orientierung ermöglichen.

## Loadstone-GPS
Loadstone-GPS ist eine freie satellitengestützte Orientierungs-Software, die ohne Grafik arbeitet und von Blinden für Blinde programmiert wird.
Es ist auch möglich, Routen, die vorher auf einem Computer erstellt wurden, als Punktefolgen einzuladen und abzugehen.
Zur Benutzung durch Blinde bzw. Sehgeschädigte wird vorausgesetzt, dass ein Screenreader und/oder eine Vergrößerungs-Software für Text, oder auch eine Braille-Ausgabe-Hardware vorhanden ist.
Der Name „Lodestone“, von dem Loadstone abgeleitet ist, ist das englische Wort für Magneteisenstein, ein natürliches Magnetgestein, dass schon seit sehr langer Zeit von Menschen für die Herstellung von Kompassen verwendet wird.

### Projekthistorie
Das Loadstone-Projekt entwickelt eine Open-Source-Software zur Nutzung von satellitengestützter Navigation für blinde und stark sehbehinderte Menschen. Die Software ist kostenlos und läuft zurzeit auf nahezu allen Geräten von Nokia mit der S60-Benutzeroberfläche sowie unter fast allen Versionen des Symbian-Betriebssystems. Über Bluetooth kann dabei eine GPS-Maus mit dem Handy gekoppelt werden.
Die Entwickler von Loadstone-GPS sind alle blind und kommen aus Vancouver, Amsterdam und Glasgow. Viele Anwender aus der ganzen Welt beteiligen sich mit Verbesserungsvorschlägen. Das Projekt wurde 2004 von den Privatpersonen Monty Lilburn und Shawn Kirkpatrick initiiert und im Mai 2006 veröffentlicht. Seitdem wird die Software durch weitere Freiwillige weiterentwickelt.
Ab Version 0.70 ist das Programm signiert, wodurch die Installation auf Nokiageräten der dritten Edition wesentlich erleichtert wurde. Seit der Version 0.71 unterstützt die Software neben den bereits unterstützten Bluetooth-GPS-Geräten auch in Nokia-Mobiltelefone integrierte GPS-Empfänger.
Es existiert eine englischsprachige Anleitung sowie verschiedene Online-Tools. Die Programm-Oberfläche in mehrere Sprachen übersetzt. 
Der Quellcode steht unter der GNU General Public License (GPL). Das Projekt wird durch private Mittel der Entwickler und durch Spenden meist blinder und sehbehinderter Anwender finanziert.

### Funktionsweise
Die Software erlaubt dem Anwender, selbst definierte Wegpunkte als Punktkoordinaten zu speichern und dorthin zu navigieren. 
Das Programm kann basierend auf der aktuellen GPS-Position und Fortbewegungsrichtung mitteilen, in welcher Entfernung und Richtung sich diese Wegpunkte befinden. Dadurch wird die Orientierung beim Einsatz eines weißen Langstockes oder eines Blindenführhunds erleichtert.
Sinnvolle Orientierungspunkte für Blinde sind neben den klassischen Points of interest:
- Straßen- und Wegekreuzungen und -Abzweigungen,
- mehrere einzelne Stützpunkte für gekrümmte Wege
- Gesicherte Fußgängerüberwege
- kleinere Orte von Interesse wie Parkbänke, Briefkästen usw.

Bei Nutzung öffentlicher Verkehrsmittel können blinde Menschen die richtige Ausstiegsstation mit Loadstone-GPS selbständig ermitteln.

### Import von Koordinatendaten
Selbst erstellte Punkte können über eine Online-Datenbank mit anderen Loadstone-Anwendern ausgetauscht werden.
Die Loadstone-Gemeinschaft hat Lösungen entwickelt, Koordinaten aus freien Quellen wie dem OpenStreetMap-Projekt zu importieren.

## Kommerzielle Navigationslösungen
Im Juni 2007 brachte das schwedische Unternehmen Wayfinder Systems AB das auf Nokiageräten laufende Programm auf den Markt. Es handelte sich dabei um eine Variante der auf Autofahrer ausgerichteten Navigationssoftware Wayfinder Navigator, die zusätzlich einige für blinde Menschen nützliche Informationen über die Umgebung zugänglich machte und deren Bedieneroberfläche für Screenreader-Software in einigen Bereichen optimiert wurde. Für die Nutzung war eine Internetverbindung des Gerätes notwendig. Der Dienst wurde offiziell zum 1. April 2011 eingestellt.
Die Sendero Group vertreibt schon seit einigen Jahren eine Navigations-Lösung, die nur auf speziellen PDAs für Blinde des Unternehmens Humanware läuft. Die Nutzer kommen hauptsächlich aus dem englischsprachigen Raum.
GW Micro bietet für sein speziell auf Blinde ausgerichtetes Gerät Voice Sense die Software Sense Nav an, die mit dem SDK der Sendero Group entwickelt wurde.
Das kanadisch-neuseeländische Unternehmen Humanware vertreibt das System Trekker, das auf einem handelsüblichen, mit einer Spezialtastatur für den Touchscreen ausgerüsteten PDA läuft.